# Борнштедт (деревня)
Борнштедт (нем. Bornstedt) — деревня в Германии, в земле Саксония-Анхальт. Входит в состав района Оре. Подчиняется управлению Хоэ-Бёрде.
Население составляет 456 человек (на 30 июня 2006 года). Занимает площадь 7,18 км².
Самое раннее упоминание населённого пункта относится к 970 году. В 970–1000 он носил название Брунигштеди.
Деревня Борнштедт ранее имела статус коммуны. 1 сентября 2010 года вошла в состав коммуны Хоэ-Бёрде.